# دارغا (فرقة)
دارغا هي مجموعة موسيقية مغربية تأسست سنة 2001 بمدينة الدار البيضاء، المغرب، ومعنى اللفظ في اللهجة المغربية بالفصحى هو «شجرة الصبار» وتتألف عناصرها من تسعة شباب يتقنون اللغات ودمج الألحان والأهازيج